# Yōko Ishida
Yōko Ishida (石田燿子?, Ishida Yōko; Niigata, 7 ottobre 1973) è una cantante giapponese. È nota per la creazione di canzoni per la sigla di alcuni anime come Sailor Moon R, Pretear - La leggenda della nuova Biancaneve, Sempre più blu (Ai yori aoshi) e Oh, mia dea!, e per aver cantato per il Para Para Max CD.
Ishida è entrata nell'industria dell'intrattenimento dopo aver vinto un concorso per diventare cantante di canzoni per anime. Ha debuttato nel 1993 con la canzone Otome no Policy, la sigla di coda dell'anime Sailor Moon R. All'epoca il suo nome era scritto 石田よう子, ma in seguito è stato cambiato in 石田陽子. Nel 2000 l'ha cambiato di nuovo in 石田燿子, nome che usa tuttora.
Oltre alle canzoni per anime, ha cantato anche canzoni per bambini.

## Discografia

### Singoli
- 21/03/1993 Otome no Policy — sigla finale di Sailor Moon R
- 01/08/1994 Yasashisa no Tamatebako
- 21/06/1995 Choppiri Chef Kibun
- 01/11/1995 Zukkoke Paradise
- 24/10/2001 Sugar Baby Love — sigla iniziale di A Little Snow Fairy Sugar
- 24/04/2002 Towa no Hana — sigla iniziale di Ai yori aoshi
- 07/11/2002 Ienai Kara — sigla finale di Petite Princess Yucie

(questa canzone è il B-side del singolo Egao no Tensai dei Puchi Puris)
- 26/02/2003 Shinjitsu no Tobira — sigla iniziale di Gunparade March ~aratanaru kougunka~
- 29/10/2003 Takaramono — sigla iniziale di Ai yori Aoshi ~enishi~
- 28/04/2004 Natsuiro no Kakera — sigla finale di This Ugly Yet Beautiful World

(questa canzone è il B-side del singolo metamorphose di Yōko Takahashi)
- 26/01/2005 OPEN YOUR MIND ~chiisana hane hirogete~ — sigla iniziale di Oh, mia dea!
- 08/02/2006 Aka no Seijaku — 2ª sigla finale di Shakugan no Shana
- 26/04/2006 Shiawase no Iro — sigla iniziale di Aa! Megami-sama! Sorezore no tsubasa

### Album
- 26/02/2003 sweets
- 25/08/2004 Hyper Yocomix
- 09/03/2005 all of me
- 25/08/2006 Hyper Yocomix 2
- 21/09/2007 Single Collection
- 25/06/2008 Hyper Yocomix 3